# Burg Nakatsu
Die Burg Nakatsu (japanisch 中津城, Nakatsu-jō) befindet sich in der Stadt Nakatsu, Präfektur Ōita. Während der Edo-Zeit war sie Sitz des Lehens Nakatsu, über das zuletzt die Okudaira herrschten, die mit einem Einkommen von 100.000 Koku zu den größeren Fudai-Daimyō gehörten.
Sie zählt neben der Burg Takamatsu und der Burg Imabari zu den „Drei großen Wasserburgen Japans“ (日本三大海城, Nihon sandai umijiro).

## Burgherren in der Edo-Zeit
- Ab 1604 die Hosokawa mit einem Einkommen von 399.900 Koku.
- Ab 1622 die Ogasawara mit 80.000 Koku.
- Ab 1717 die Okudaira mit 100.000 Koku.[1]

## Geschichte

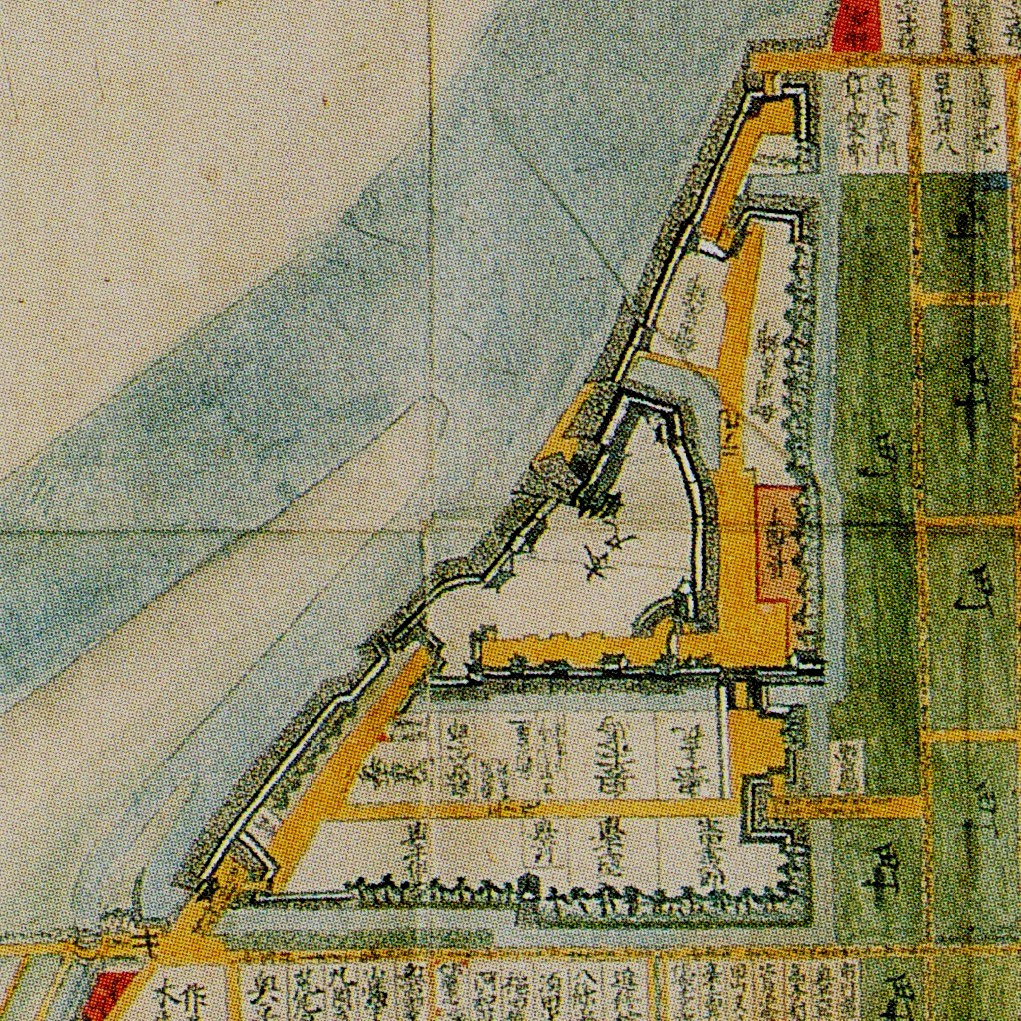
Burg Nakatsu am Takase-Fluss

1587 übergab Toyotomi Hideyoshi nach erfolgreicher Beendigung seines Kyūshū-Feldzuges und der Aufteilung der dortigen Provinzen Kuroda Yoshitaka (黒田 孝高; 1546–1604; auch Jōsui (如水)) das Nakatsu-Gebiet. Yoshitaka begann darauf im folgenden Jahr mit dem Bau einer Burg am Ostufer des Nakatsu-Flusses, indem er eine leichte Anhöhe dafür planierte. Die Burg umfasste den zentralen Bezirk, das zweistufige Hommaru und einen zweiten Bezirk im Osten, das Ni-no-maru.
Nach der Schlacht von Sekigahara wurden die Kuroda in die Provinz Chikuzen versetzt und die Provinz Buzen wurde von Hosokawa Tadaoki und Sohn Tadatoshi (忠利; 1586–1641) übernommen, wobei der Vater die Burg Kokura und der Sohn Nakatsu übernahm. Die Burg wurde nun großflächig ausgebaut, südlich davon das San-no-maru angelegt und die Burgstadt nach Osten bis zum damaligen Yamakuni-Fluss erweitert.
Die Burg Nakatsu entging der „Eine Burg pro Provinz“-Anordnung (一国一城令, ikkoku ichijō rei) und blieb erhalten. Die Hosokawa zogen 1622 um, dafür kamen zunächst die Ogasawara, dann die Okudaira nach Nakatsu. Letztere blieben dort bis zur Meiji-Restauration im Jahr 1868. 1872 wurden die Gebäude der Burg abgerissen.
Der Burgturm (innen sechsstöckig, Außenerscheinung fünfstöckig) wurde 1964, unterstützt von Enkel des letzten Daimyō, Okudaira Akinobu (奥平 昌信), zusammen mit einem zweistöckigen Wachturm wieder errichtet. Das Gebäude dient heute als Geschichtsmuseum. Weiter befinden sich auf dem Gelände drei Schreine, darunter der Kii-Schrein (城井神社, Kii-jinja), der dem Utsunomiya-Klan (宇部氏) gewidmet ist, der ab der Kamakura-Zeit das Gebiet 400 Jahre lang beherrschte. Ein weiterer Schrein ist den Begründern des Okudaira-Klans gewidmet.

## Bilder

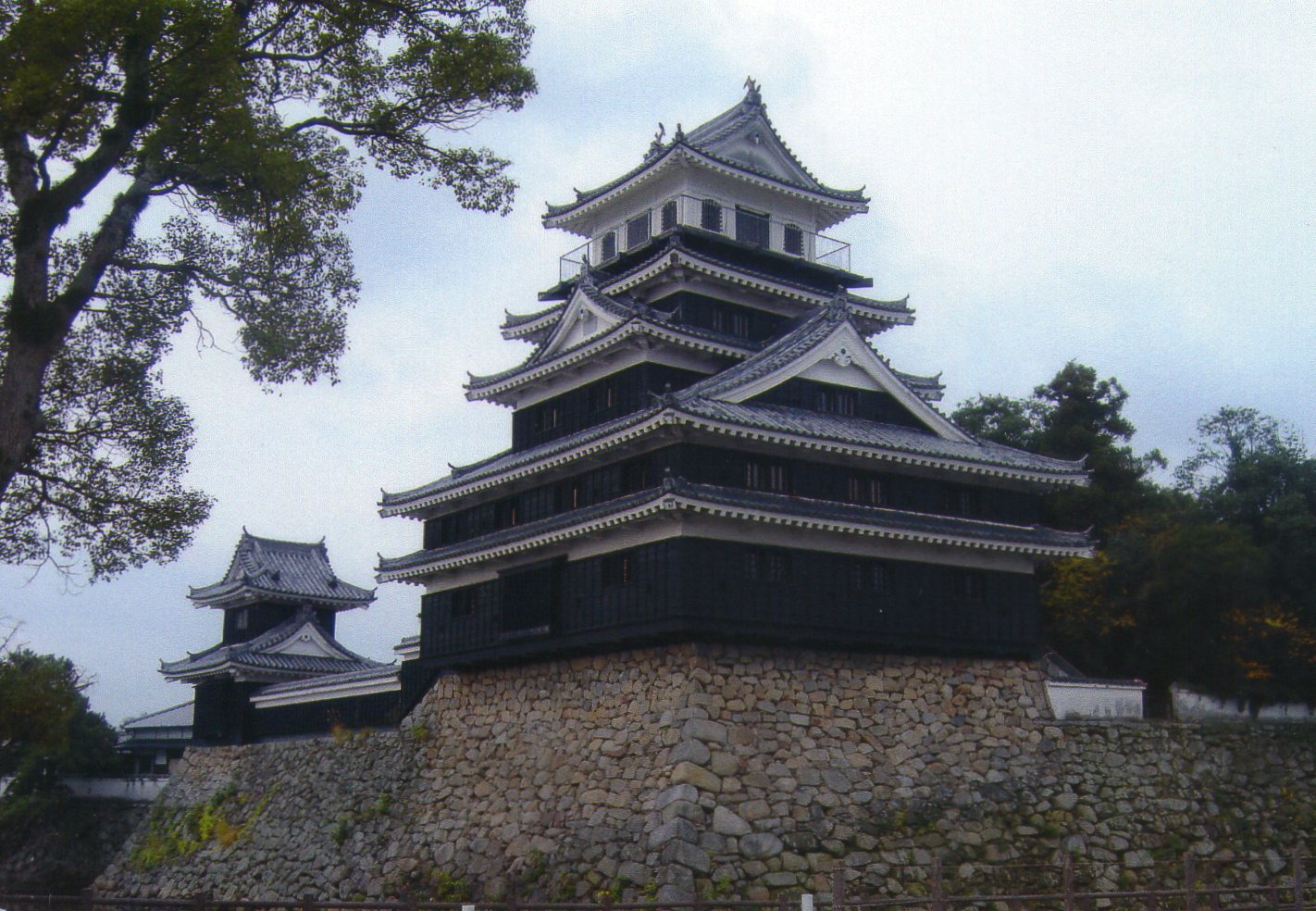
Burgturm
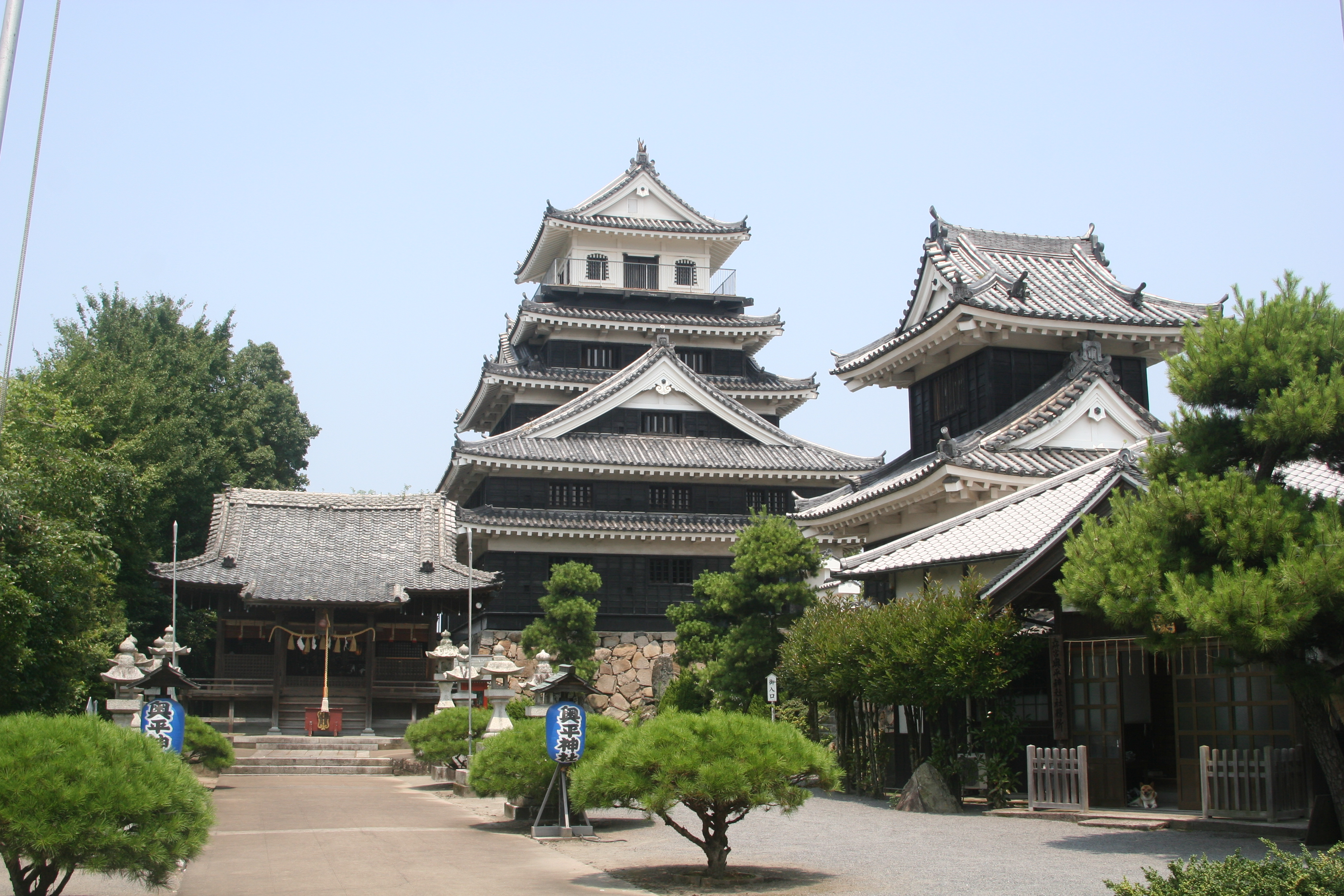
Hommatsu innen
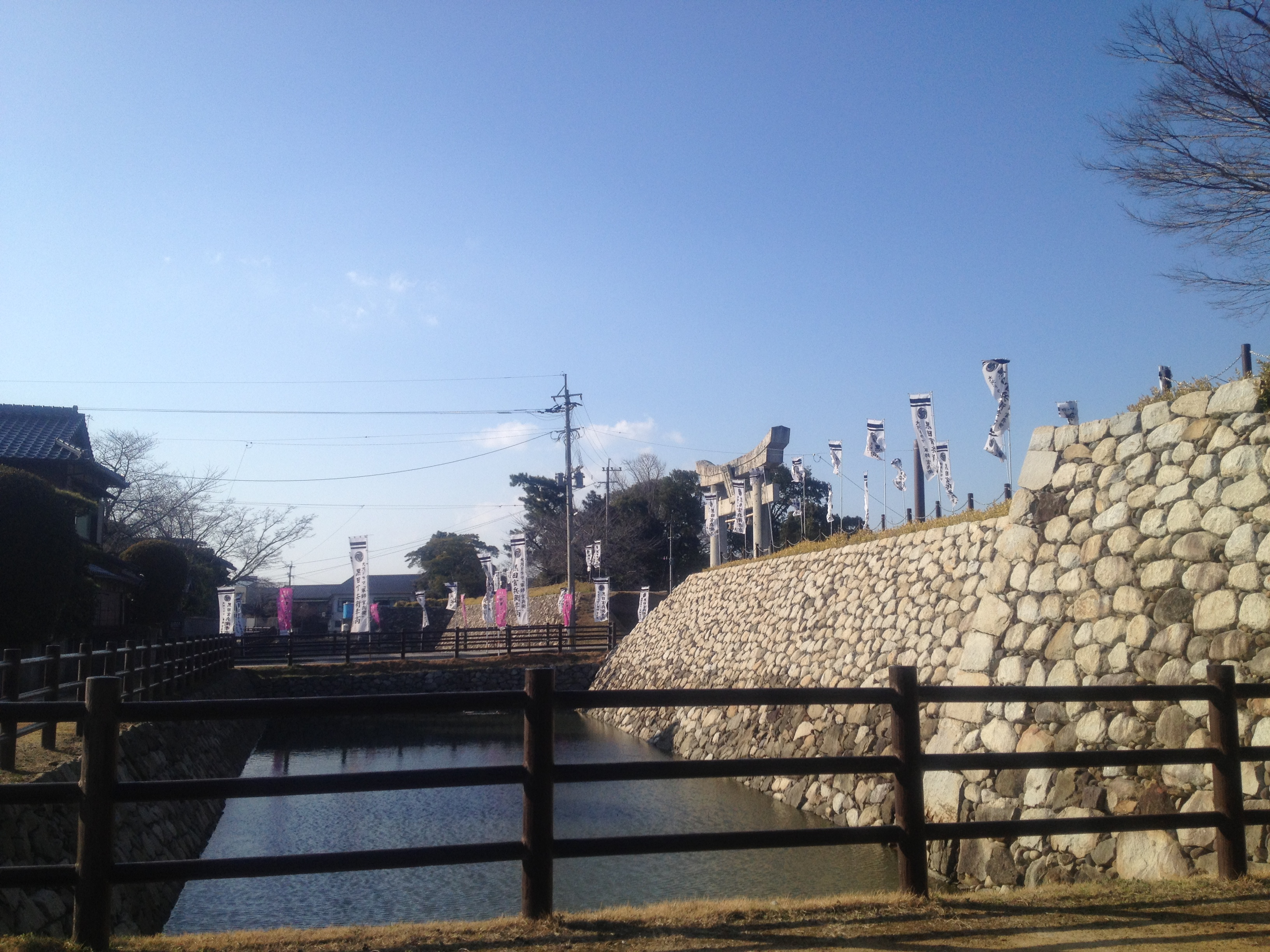
Graben-Partie
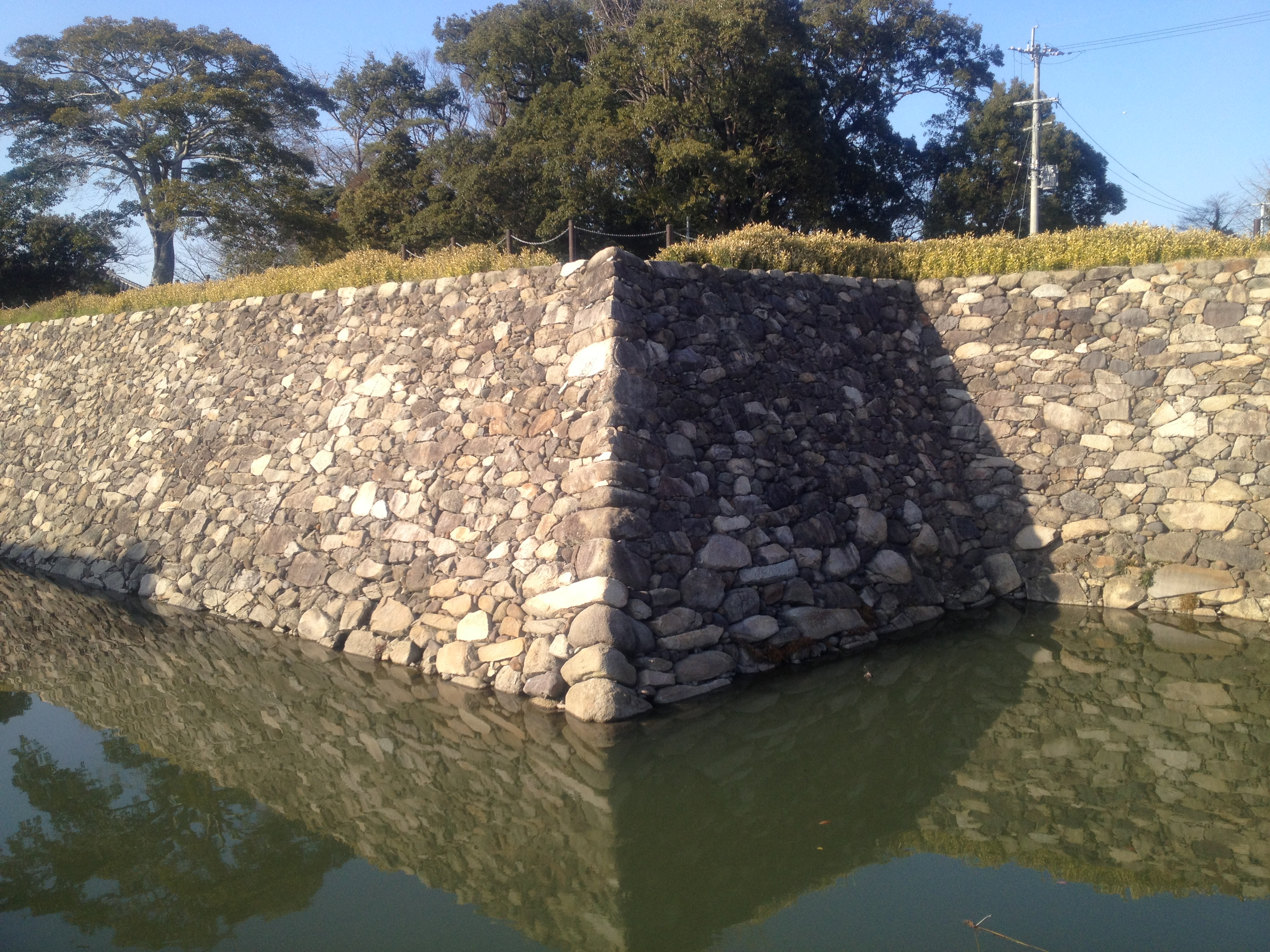
Graben-Partie
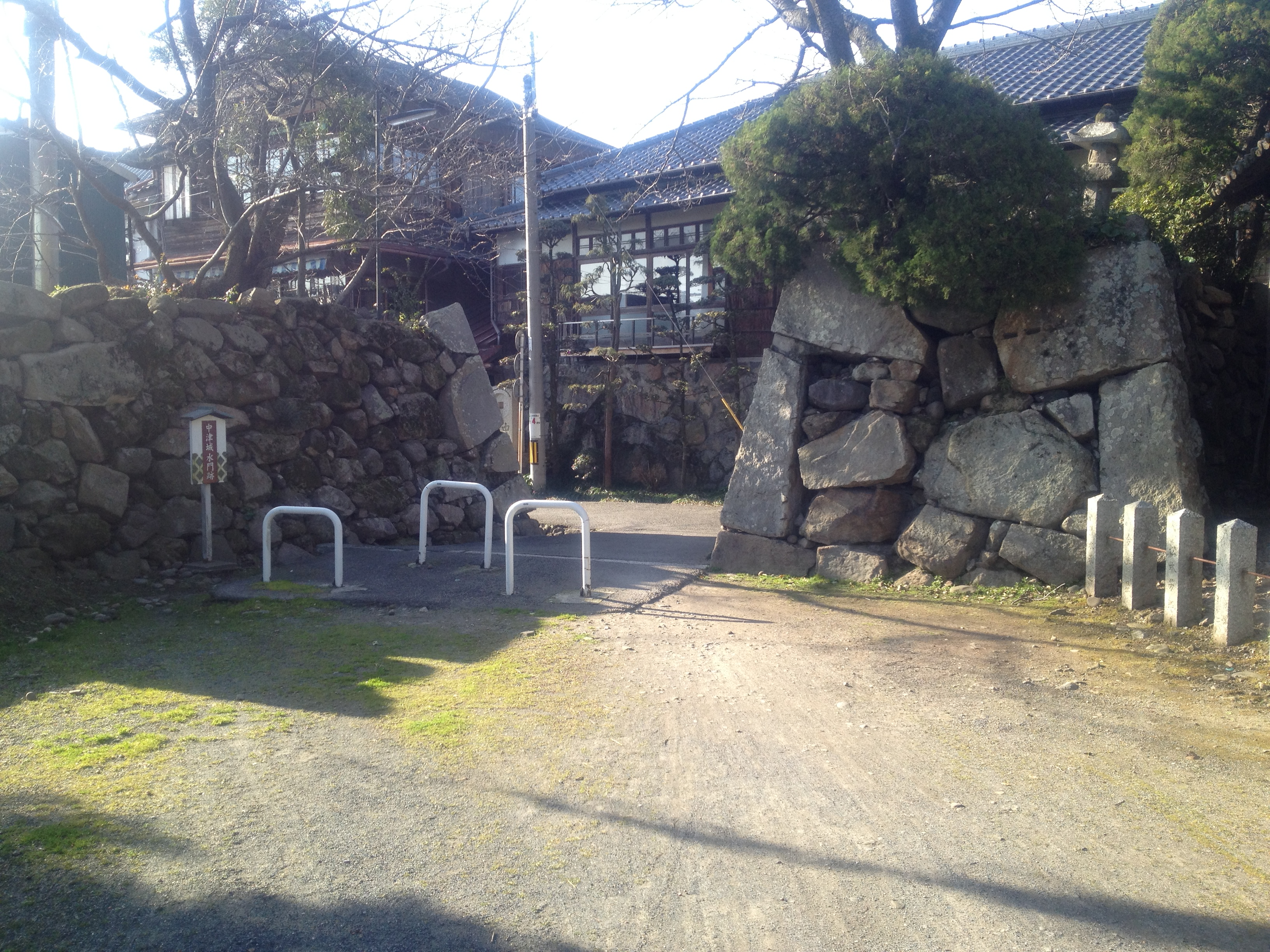
Tor zum Wasser an der Südwestecke
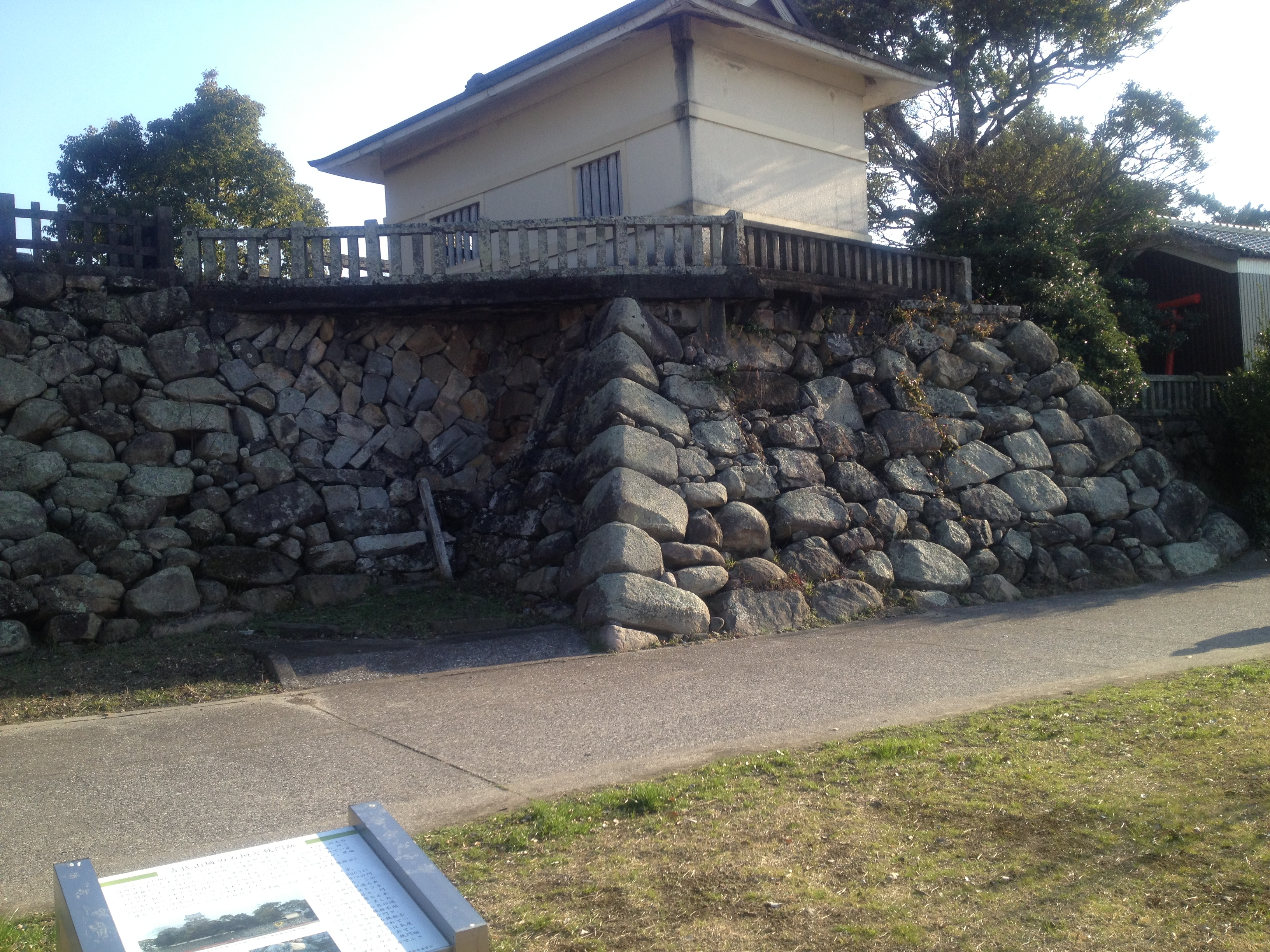
Eck-Wachturm